# آنتس تامه
آنتس تامه (استونیایی: Ants Tamme؛ زادهٔ ۱ ژانویهٔ ۱۹۴۰) سیاستمدار و نماینده سابق مجلس اهل استونی است.